# (2262) Mitidika
(2262) Mitidika (1978 RB) – planetoida z pasa głównego asteroid okrążająca Słońce w ciągu 4,17 lat w średniej odległości 2,59 au. Odkryta 10 września 1978 roku.